# Palmstruch-Bank
Palmstruch-Bank (schwedisch: Palmstruchska banken; auch Stockholms Banco) wurde 1656 von Johan Palmstruch gegründet und gilt als erste Notenbank der Welt.

## Art
Die Palmstruch-Bank war eine Wechsel- und Leihbank nach dem Vorbild der deutschen und niederländischen Banken. Johan Palmstruch finanzierte den schwedischen Staatshaushalt und bekam als Gegenleistung das Recht, eine eigene Bank zu gründen und Geld zu verleihen. 50 % der Einnahmen musste er an das Finanzministerium abgeben.

## Geschichte der Bank

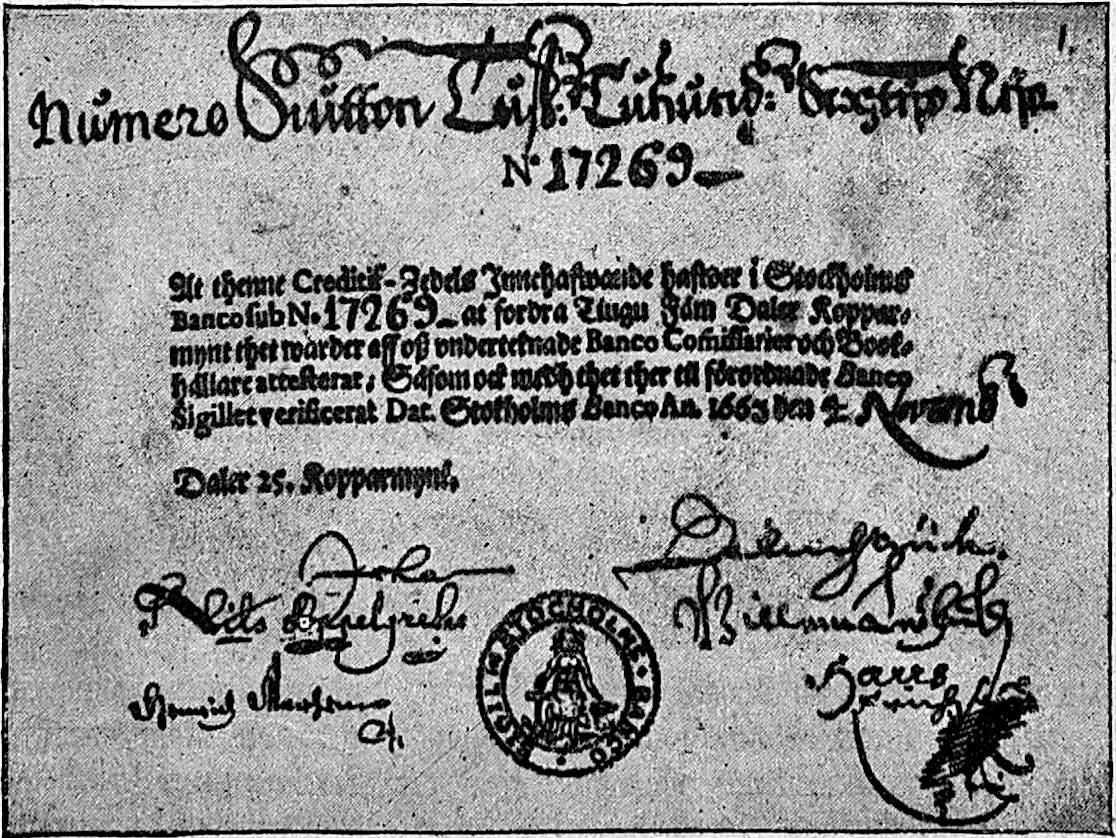
Ein „Creditif-Zedel“ aus dem Jahre 1663

Johan Wittmacher wurde 1611 in Riga als Sohn des Kaufmannes Reinholdt Wittmacher geboren und reiste als junger Mann nach Amsterdam, wo er eine umfangreiche Geschäftstätigkeit entwickelte, bis er 1639 verhaftet wurde. Es soll dabei um unbezahlte Schulden gegangen sein. Er wurde erst im Jahre 1646 wieder freigelassen und zog im Jahr darauf nach Schweden. Dort wurde er im Jahre 1651 mit dem Namen Palmstruch in den Adelsstand erhoben. Im Jahr 1656 gründete er dann die Palmstruch-Bank, die lange Zeit als älteste Notenbank der Welt galt. Johan Palmstruch gab ab dem 16. Juli 1661 das erste Papiergeld aus. Schwedens Geld bestand bis dahin aus großen unhandlichen Kupfermünzen, welche bis zu 19,75 kg wiegen konnten. 1668 ging die Bank zum Zeitpunkt der schwedischen Kupferkrise dennoch in Konkurs, da Inhaber der Banknoten angesichts fallender Notenkurse den Gegenwert in Gold zurückverlangten, wobei sich herausstellte, dass die Edelmetallreserven der Bank zur Deckung des Notenumlaufs nicht ausreichend waren. Palmstruch wurde 1669 zum Tode verurteilt. Die Strafe wurde bald in eine Haftstrafe umgewandelt, aus der Palmstruch kurz vor seinem Tod entlassen wurde.